# هوشنگ چالنگی
هوشنگ چالنگی (۲۹ مرداد ۱۳۲۰ – ۲ آبان ۱۴۰۰) شاعر و نویسندهٔ ایرانی بود. وی فعالیت حرفه‌ای را از دهه ۱۳۴۰ آغاز کرد و نخستین بار توسط احمد شاملو در مجلهٔ خوشه به جامعهٔ ادبی ایران معرفی شد. چالنگی از پایه‌گذاران شعر موج نو و شعر دیگر می‌باشد و پدرخواندهٔ شاعران موسوم به شعر ناب به‌شمار می‌آید. وی در آبان‌ماه ۱۴۰۰ بر اثر سکته قلبی درگذشت. جمشید چالنگی برادر او است.

## زندگی
هوشنگ چالنگی در ۲۹ مردادماه سال ۱۳۲۰ در مسجدسلیمان زاده شد. وی فرزند رحمان چالنگی شاه‌امیری، از ملاکین طایفه ممبینی بود که هم‌زمان با اکتشاف نفت در جنوب کشور، از زادگاه خود در روستای لاکم، از توابع شهر باغ‌ملک، به مسجدسلیمان مهاجرت کرد. چالنگی به مدت سی سال در آموزش و پرورش مسجدسلیمان و سپس اهواز مشغول به تدریس بود.
چالنگی نخستین بار توسط احمد شاملو در مجلهٔ خوشه به جامعهٔ ادبی ایران معرفی شد. اما پس از تقابل با شعر شاملو به جرگهٔ شعر دیگر پیوست و این باعث شد شعر او دچار تغییرات نحوی زبان شده و تمامیت معماری آن تحت تأثیر قرار گیرد. دوران تحولات اجتماعی جامعهٔ ایران در دههٔ ۱۳۶۰ شعر او را نیز تحت تأثیر قرار داد و او را به سکوت کشاند. چالنگی در آن دوره نسبت به دوران جوانی‌اش کار خاصی ننوشت.

## ویژگی‌های آثار
حفظ ریتم و آهنگ درونی شعر از طریق دقت و ظرافت در همنشینی واژگان، یکی از اصلی‌ترین ویژگی‌های اشعار هوشنگ چالنگی است؛ اشعاری که در آن‌ها زبان در عین سادگی و نزدیکی به نثر، از آهنگی درونی پیروی می‌کند و نرم و آهسته پیش می‌رود؛ گرچه در پشت این آهستگی انگار حادثه‌ای در حال رخ دادن است؛ حادثه‌ای فشرده‌شده در تصویرهای آهنگین اشعار و گاه تصویرهای شاعر، سخت با طبیعت می‌آمیزند و از دل طبیعت سر برون می‌کنند.
در شعرهای چالنگی نوعی معماری تصویری وجود دارد که معنا را در متن شعرها به تعویق می‌اندازد و باعث از بین رفتن مشخصه‌های تک‌معنایی واژگان می‌شود. با این وجود، زمان در آثار جدیدتر وی به معنای فرصت و امکان نیست بلکه نوعی تعویق و بازآفرینی معنا و فضاست، در حالی‌که تا پیش از این، این نوع رفتارهای شعری را بیشتر در آثار یدالله رؤیایی و بهرام اردبیلی شاهد بوده‌ایم.

## دیدگاه‌ها
چالنگی در مورد رابطهٔ مدرنیسم و شعر معتقد است، شیوهٔ شعر طوری است که مدرنیسم مورد علاقهٔ ما شاید در آن اتفاق نیفتد و در لایه‌های درونی شعر حضور کلی پیدا نکند. مدرنیسم باید در همان خوانش اول توسط مخاطب حس شود. با این وجود به باور چالنگی در بسیاری از کارها این ویژگی دیده نمی‌شود.
چالنگی در مورد "شعر دیگر" معتقد است؛ شعر ناب یعنی مردم کشورش و معتقد است مخاطبان شعر در بهترین نقطهٔ شناسایی شعر قرار دارند و در این میان مخاطب متبحر و باهوش می‌تواند در تعیین تکلیف وضعیت شعر، حضور تأثیرگذار داشته باشد. چالنگی اشرافیت فرهنگی–فلسفی را در شعر محکوم می‌کند و معتقد است: «اگر شعر فقط یک تأویل فلسفی داشته باشد، نمی‌تواند موجودیت پیدا کند.»

## تأثیر و تأثر
چالنگی گرچه مدتی بعد از فعالیت در مجلهٔ خوشه به جرگهٔ اعضای شعر دیگر و شعر موج نو پیوست اما حضور قاطع احمد شاملو و تأثیر او را کتمان نمی‌کرد. او معتقد بود شاملو مهم‌ترین شاعر تاریخ ادبیات ایران است، به‌طوری‌که می‌توان شعر فارسی را به دورهٔ پیش و پس از شاملو تقسیم کرد. چالنگی معتقد است شاملو به‌تنهایی نوعی مشروطه در مشروطهٔ شعر فارسی است. با این وجود، چالنگی مدرنیسم شعر دیگر را بیشتر دوست داشت. بسیاری از منتقدان چالنگی را بهترین شاعر شعر ناب خوانده‌اند، تأثیر شعر هوشنگ چالنگی بر جریان‌های زبان گرای دهه هفتاد همانند پست مدرن‌ها و فراشعرنویسان غیرقابل انکار است. چالنگی گرچه تا مدت‌ها دفتر شعری منتشر نکرد اما همواره در شعر معاصر ایران حضوری تأثیرگذار داشته‌است. او از تأثیر نیما یوشیج بر شعر خود و شاعران شعر دیگر نیز می‌گوید:
در رابطه با شعر نیما می‌توانم بگویم شعر دیگری‌ها از آنان بودند که به‌شدت شعر نیما را دوست می‌داشتند. اکثر دوستان شعر دیگر به‌خصوص بیژن الهی و بهرام اردبیلی بهترین‌های نیما را از حفظ بودند و بر سر بعضی واژه‌ها و دیگر مسایل مربوط به شعر او گفتگو داشتند. من خود نیز کارهایی از نیما را که هنوز در حفظ دارم مربوط به زمان‌هایی است که هنوز ۳۰ساله نشده بودم. زمانی که ۱۷–۱۸ ساله بودم بیشتر اشعاری را که لحن حماسی مثل «آی آدم‌ها» یا «ول کنید اسب مرا» داشتند، دوست می‌داشتم و بعدها به سوی اشعاری که عمق و شاعرانگی بسیار بیشتری داشتند جذب شدم مثل «به شب آویخته مرغ شباویز» یا «چوک و چوک گم کرده راهش».

## آثار
هوشنگ چالنگی که از اعضای اصلی حلقهٔ شعر دیگر بود، در دههٔ ۱۳۴۰ کارهای خود را در قالب ۲ جلد کتاب شعر دیگر همراه دیگر شاعران این گروه منتشر کرد. چالنگی پیش از انقلاب ۱۳۵۷ ایران برای انتشار هیچ کتابی اقدام نکرد و انتشار کتابی مستقل از خود را، تا چهل سال پس از سرودن مشهورترین شعرهایش، یعنی تا سال ۱۳۸۳ که زنگولهٔ تنبل به چاپ رسید، عقب انداخت. این کتاب در نشر سالی به چاپ رسید.
پس از این کتاب، چالنگی کتاب آبی ملحوظ را در سال ۱۳۸۷ با همان ناشر منتشر کرد. این کتاب نخستین بار در سال ۱۳۸۴ مجوز نشر را دریافت کرده بود اما با تأخیری سه‌ساله و با اضافه شدن شعرهایی به آن در چند مرحله به چاپ رسید. یک کتاب دیگر چالنگی نیز که تاکنون در بازار نشر دیده نشده و به احتمال بسیار زیاد اصولاً به چاپ نرسیده، با عنوان نزدیک با ستارهٔ مهجور در سال ۱۳۸۱ از سوی انتشارات صمد اهواز تا مرحلهٔ فهرست‌نویسی پیش رفته‌است. همچنین نشر سالی، در سال ۱۳۸۰ نخستین بار کتابی از چالنگی را با عنوان آن‌جا که می‌ایستی تا مرحلهٔ فهرست‌نویسی پیش برد. به نظر می‌رسد این کتاب، شکل اولیهٔ همان کتاب زنگوله تنبل باشد، که ۳ سال بعد، در سال ۱۳۸۳ با افزوده‌ها و نامی جدید از سوی همین انتشارات به چاپ رسید.
- آن‌جا که می‌ایستی، تهران: نشر سالی، ۱۳۸۰[۲۸]
- نزدیک با ستارهٔ مهجور، اهواز: انتشارات صمد، ۱۳۸۱[۲۹]
- زنگولهٔ تنبل، تهران: نشر سالی، ۱۳۸۳[۳۰]
- آبی ملحوظ، تهران: نشر سالی، ۱۳۸۷[۳۱]
- گزینهٔ اشعار، تهران: انتشارات مروارید، ۱۳۹۱[۳۲]

### آثار پیرامون
از مهم‌ترین مقالاتی که تاکنون به شعر چالنگی پرداخته‌اند، می‌توان به این موارد اشاره کرد:
- ت‍ب‍ی‍ی‍ن‍ی ک‍وت‍اه ب‍ر ش‍ع‍ره‍ای ه‍وش‍ن‍گ چ‍ال‍ن‍گ‍ی، منوچهر آتشی. مجلهٔ کارنامه، ش۳۶، (ش‍ه‍ری‍ور ۱۳۸۲): ص۱۰۹–۱۱۰.
- چشم‌بستن در کشف ستاره، هوشیار انصاری‌فر. روزنامهٔ شرق، ۲ مرداد ۱۳۸۶، ص۲۸.
- برهٔ پرهیاهوی زنگولهٔ تنبل: مروری بر اشعار هوشنگ چالنگی، رامین یوسفی. روزنامهٔ اعتماد ملی، ۲۹ فروردین ۱۳۸۷: ص۱۰.
- اتفاق غنیمت، هرمز علی‌پور. روزنامهٔ شرق، ۱۴ مرداد ۱۳۸۶، ص۱۵.
- ن‍ف‍س‌ک‍ش‍ی‍دن ب‍ا ده‍ان پ‍ل‍ن‍گ: دربارهٔ مجموعه شعر زنگولهٔ تنبل، غلام‌رضا صراف. کتاب ماه ادبیات و فلسفه، ش۶۳ (دی ۱۳۸۱): ص۱۰۸–۱۱۱.
- داس‍ت‍ان دو ن‍س‍ل، امید روحانی. روزنامهٔ همشهری، (۱۴ اس‍ف‍ن‍د ۱۳۸۱): ص۱۷.[۳۳]

## نمونه شعر
اما هنوز پرنده‌ای می‌نالد

بر شاخسار دور

نزدیک با ستارهٔ مهجور

و سایه‌های هرچه درختان

در گریه‌های من

پنهانِ سایه‌سار بلوطان

آن‌قدر خنده‌های مَه را دیدم

آن‌قدر گریه‌های بلوطان را با مَه

و سایه‌های هرچه درختان

در خنده‌های من

بر شاخسار دور

نزدیک با ستارهٔ مهجور

## درگذشت
چالنگی در ۲ آبان ۱۴۰۰ در ۸۰ سالگی بر اثر سکته قلبی درگذشت و در گورستان امامزاده طاهر کرج به خاک سپرده شد.